# Övre Soppero
Övre Soppero (meänkieli: Yli-Soppero, samiska: Badje Sohppar) är en ort i Vittangi distrikt (Jukkasjärvi socken) i Kiruna kommun. Övre Soppero ligger cirka 52 kilometer söder om Karesuando och cirka 51 kilometer norr om Vittangi. E45 passerar genom samhället. Avståndet till Nedre Soppero är cirka 6 kilometer. 2015 förlorade Övre Soppero sin status som tätort på grund av folkmängden minskat till under 200 personer. Istället avgränsades här från 2015 en småort.

## Historia
Byn var i äldre tid skatteland för olika samesläkter. Den fasta bosättningen anlades på 1710-talet av Mats Ersson Lainio-Soppero från Lainio, vilken gifte sig med skattelandets dåvarande innehavare Karin Henriksdotter, änka efter en i övrigt okänd skogssame vid namn Henrik. Mats Eriksson Soppero avled 1736, och Karin Henriksdotter lät samma år sin andre makes släkting, kronolänsmannen Henrik Jönsson Niemi-Soppero från Muonionniska ärva nybygget.

### Administrativa tillhörigheter
Orten ligger i Jukkasjärvi socken som vid kommunreformen 1862 bildade Jukkasjärvi landskommun. 1 januari 1948 ombildades landskommunen i sin helhet till Kiruna stad. 1 januari 1971 trädde Kommunreformen i Sverige 1971 i kraft och Sverige fick enhetlig kommuntyp. Kiruna stad ombildades då till Kiruna kommun, som Övre Soppero tillhört sedan dess.

### Befolkningsutveckling
| Befolkningsutvecklingen i Övre Soppero 1950–2015                                                                              | Befolkningsutvecklingen i Övre Soppero 1950–2015 | Befolkningsutvecklingen i Övre Soppero 1950–2015 | Befolkningsutvecklingen i Övre Soppero 1950–2015 | Befolkningsutvecklingen i Övre Soppero 1950–2015 |
| --- | ------------------------------------------------ | ------------------------------------------------ | ------------------------------------------------ | ------------------------------------------------ |
| |                                                  |                                                  |                                                  |                                                  |
| År |                                                  |                                                  | Folkmängd                                        | Areal (ha)                                       |
| 1950 | 1950                                             |                                                  | 256                                              | ##                                               |
| 1960 | 1960                                             |                                                  | 441                                              | 160                                              |
| 1965 | 1965                                             |                                                  | 347                                              | 157                                              |
| 1970 | 1970                                             |                                                  | 283                                              | 115                                              |
| 1975 | 1975                                             |                                                  | 218                                              | 160                                              |
| 1980 | 1980                                             |                                                  | 223                                              | 121                                              |
| 1990 | 1990                                             |                                                  | 263                                              | 121                                              |
| 1995 | 1995                                             |                                                  | 228                                              | 125                                              |
| 2000 | 2000                                             |                                                  | 230                                              | 125                                              |
| 2005 | 2005                                             |                                                  | 223                                              | 133                                              |
| 2010 | 2010                                             |                                                  | 201                                              | 133                                              |
| 2015 | 2015                                             |                                                  | 179                                              | 94#                                              |
| Anm.: Upphörd som tätort 2015 på grund av för låg befolkning. ## Som tätort/befolkningsagglomeration 1920–1950. # Som småort. |                                                  |                                                  |                                                  |                                                  |

Vid folkräkningen år 1890 fanns det 222 personer som var skrivna i Övre Soppero.

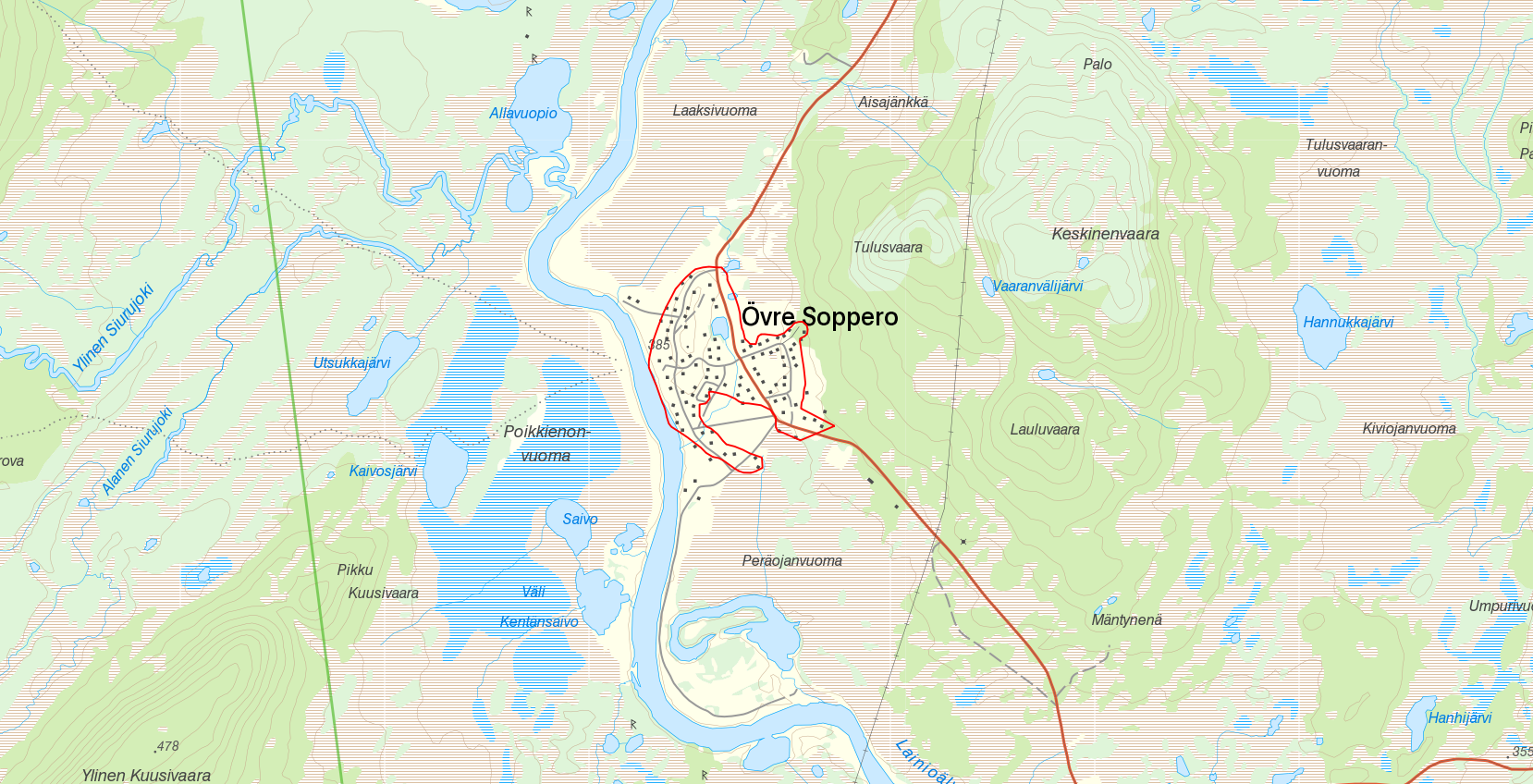
Den av Statistiska centralbyrån avgränsade tätorten Övre Soppero, med gränserna från tätortsavgränsningen 2010.

## Samhället
I Övre Soppero finns ett värdshus Sopperogården, bensinstation, kiosk och en F-6 skola.
Här finns också ett slakteri och styckningsanläggning för ren- och älgkött. 
I byn finns också flera hantverkare som säljer samiskdesignade produkter som till exempel silver och glaskonst.

## Personer från orten
I Övre Soppero bor och arbetar textilkonstnären Britta Marakatt-Labba.

## Orten på film
Här spelades TV-serien Frufritt in.